# Jarosław Dąbrowski (film)
Jarosław Dąbrowski (în rusă Ярослав Домбровский, transliterat: Iaroslav Dombrovski) este un film polono-sovietic din 1976 regizat de Bohdan Poręba.

## Distribuție
- Zygmunt Malanowicz — Jarosław Dąbrowski[1][2]
- Małgorzata Potocka — Pelagia Dąbrowska, soția lui Jarosław
- Aleksandr Kaliagin — polcovnicul rus Fiodor Tuholka
- Viktor Avdiușko — Władisław Ozierow
- Vladimir Ivașov — Andrij Potebnia
- Stanisław Niwiński — Bronisław Szwarce
- Stefan Szmidt — Walery Wróblewski
- Józef Nowak — generalul Bronisław Wołowski
- Louis Lyonnette — Louis Charles Delescluze
- François Maistre — Louis Adolphe Thiers
- Martine Ferrière — Louise Michel
- Anna Milewska — Ignacja Piotrowska, mătușa lui Jarosław Dąbrowski
- Teresa Szmigielówna — Waleria Piotrowska, mătușa lui Jarosław Dąbrowski
- Eugenia Herman — Stefania Piotrowska, mătușa lui Jarosław Dąbrowski
- Efim Kopelian — generalul rus Vasili Bebutov, prinț de origine georgiano-armeană
- Tobias Engel — Louis Eugene Varlin
- François Marié — Vermorel
- Joanna Jędryka — Natalia Chrząstkowska
- Maciej Englert — Ignacy Chmieleński
- Tadeusz Borowski — Teofil Dąbrowski
- Henryk Giżycki — Gilert
- Larisa Lujina — Élisabeth Dmitrieff
- Armand Mestral — Louis Antoine Ranvier
- Aleksandr Porohovșcikov — Mozaev
- Valeri Pogorelțev — ofițer rus
- Nikolai Smorcikov — sergent
- Jerzy Braszka
- Mieczysław Hryniewicz
- Juliusz Lubicz-Lisowski — prizonier
- Mieczysław Kalenik — fierar
- Anna Jaraczówna — femeie care dă apă
- Mihail Kozakov — Andrei Vasiliev
- Andrzej Krasicki — anchetator
- Swietłana Olszewska
- Krzysztof Kotowski
- Jacek Ryniewicz
- Tadeusz Stankewicz
- Leszek Świgoń
- Artūrs Dimiters — Aleksandr Lüders (dublat de Mihail Gluzski)
- Henryk Bąk — preotul catolic
- Bernard Michalski
- Jerzy Moes
- Wojciech Alaborski
- Vladimir Șiriaev
- Witold Dederko
- Edward Sosna
- Vladimir Pițek
- Valentina Ananina
- Mihail Seliutin
- Vladimir Guliaev
- Aleksei Bahar
- Andrei Iurenev
- Iuri Leonidov
- Andrzej Prus — ofițer rus
- Zygmunt Apostoł
- Marcel Novek
- Jacek Strama
- Viktor Uralski
- Serghei Malișevski — ofițer
- Ghenadi Iuhtin
- Gheorghios Sovcis
- Vladimir Kozelkov
- Stanislav Mihin
- Aleksei Grabbe
- Marek Czyżewski
- Czesław Lasota — medicul închisorii (nemenționat)
- Irena Horecka (nemenționată)
- Jerzy Rogowski — comunard (nemenționat)
- Nadejda Repina (nemenționată)

## Lansare
A fost lansat în anul 1976 și a avut parte de succes comercial, fiind vizionat de 5,1 milioane de spectatori în cinematografele din Uniunea Sovietică.